# Paranocarodes aserbeidshanicus
Paranocarodes aserbeidshanicus is een rechtvleugelig insect uit de familie Pamphagidae. De wetenschappelijke naam van deze soort is voor het eerst geldig gepubliceerd in 1951 door Ramme.